# Sailly-sur-la-Lys
Sailly-sur-la-Lys é uma comuna francesa na região administrativa de Altos da França, no departamento de Pas-de-Calais. Estende-se por uma área de 9,7 km². Em 2010 a comuna tinha 4 018 habitantes (densidade: 414,2 hab./km²).